# Axel Tschentscher
Axel Tschentscher (* 1964 in Bremen) ist ein deutscher Rechtswissenschaftler und seit 2005 ordentlicher Professor für Staatsrecht, Rechtsphilosophie und Verfassungsgeschichte an der Universität Bern.

## Leben
Tschentscher wurde 1964 geboren. Nachdem er den Zivildienst abgeschlossen hatte, trat er ein Studium der Journalistik und der Rechtswissenschaften an. Auf den Bachelor in Hamburg folgte ein Master-Studium an der Cornell Law School in New York (LL.M., 1993). Im Jahr 1996 legte er das 2. deutsche Staatsexamen, ein Jahr später das amerikanische Anwaltsexamen ab. 1999 promovierte er mit der rechtsphilosophischen Dissertation Prozedurale Theorien der Gerechtigkeit – Rationales Entscheiden, Diskursethik und prozedurales Recht. 2001 schloss er ein Philosophie-Studium mit einem M.A. an der Universität Würzburg ab. 
Auf die Assistenztätigkeit an der Juristischen Fakultät in Würzburg folgte die Assistenzprofessur für Rechtsphilosophie an der Universität Bern (2002). Nach Abschluss der verfassungsrechtlichen Habilitation im Jahr 2004 in Würzburg wurde ihm die Lehrberechtigung für die Fächer für Staatsrecht, Rechtsphilosophie und Verfassungsgeschichte verliehen. Ein Jahr darauf trat er eine Stelle als ordentlicher Professor an der Universität Bern an, wo er diese Fächer lehrt.

## Schriften

### Monographien (Auswahl)
- Prozedurale Theorien der Gerechtigkeit – Rationales Entscheiden, Diskursethik und prozedurales Recht, 1999 (Dissertation)
- The Basic Law (Grundgesetz), 2016
- mit Andreas Lienhard und Franziska Sprecher: Öffentliches Recht, ein Grundriss, 2019
- Demokratische Legitimation der dritten Gewalt, 2004 (Habilitation)
- Kantische Letztbegründung: Die Beziehung des Letztbegründungsanspruchs in der Transzendentalpragmatik zur Epistemologie Kants, 2002

### Aufsätze und Zeitschriftenartikel (Auswahl)
- The Function of Procedural Justice in Theories of Justice
- Between Centralized Federalism and Regionalized Centralism – Introduction to the Special Issue on Latin American Constitutionalism
- Die staatsrechtliche Rechtsprechung des Bundesgerichts in den Jahren 2017 und 2018
- Direkte Demokratie in der Schweiz – Landesbericht (2015–2017, 2018, 2019, 2020, 2021–2022)
- Privacy and Data Protection by Rules Rather than Principles
- Interpreting Fundamental Rights: Freedom vs. Optimization[3]